# Regiunea Batken
Regiunea Batken este cea mai întinsă dintre cele 7 regiuni (oblast) ale Republicii Kârgâze, aflându-se în sud-vestul țării. Reședința administrativă a regiunii este orașul Batken.